# Adalbertia cortes
Adalbertia cortes är en fjärilsart som beskrevs av Ramon Agenjo Cecilia 1948. Adalbertia cortes ingår i släktet Adalbertia och familjen mätare. Inga underarter finns listade i Catalogue of Life.